# 山内美根子
山内 美根子（やまのうち みねこ、1972年12月10日 - ）は、日本の女子陸上競技選手。
専門種目は長距離走（5,000m・10,000m）、ハーフマラソンおよびマラソン。身長161cm、体重45kg。

## 経歴
茨城県日立市出身。茨城キリスト教学園高等学校を経て中央大学文学部卒業後、1995年に資生堂入社。資生堂ランニングクラブの一員となった。

### 高校時代
茨城キリスト教学園高時代は、トラック・駅伝を中心に活動。1989年1月の都道府県対抗女子駅伝出場以降、全国大会に出場。同年の高知インターハイでは初出場の3,000mで第5位。また9月に行われたはまなす国体では3,000mで優勝。全国高校駅伝には女子第1回大会から連続出場。高校3年時は貧血や怪我に悩まされ、宮城インターハイ3,000mで第8位。

### 大学時代
高校卒業後は中央大学に進学し、女子陸上競技部に入部。1年時から4年時まで関東インターカレッジ、全日本インターカレッジ3,000mと10,000mで全て入賞、4年時に出場した全日本インターカレッジ10,000mで優勝。また5,000mとハーフマラソンでは、日本学生記録を樹立。初マラソンとなる信毎マラソンでは優勝し、その年のユニバーシアード福岡大会で日本代表となる。

### 資生堂時代
資生堂RCでは主にマラソンを中心に活動。1999年のパリマラソンでは、自己記録の2時間28分52秒で3位入賞。2000年の東京国際女子マラソンでは、自己記録の2時間28分51秒で7位入賞。

### 現役引退
2003年青梅マラソンを最後に選手を引退。現在は市民ランナー、トライアスリートとして日本及び世界各地のレースに出場。

## 戦績
- 1989年09月17日 はまなす国体 3,000m 9:32:61（1位）
- 1992年06月13日 日本選手権 3,000m 9:14:98（6位）
- 1993年05月05日 静岡国際陸上 5,000m 15:47:86（4位、日本学生記録）
- 1993年11月29日 全日本大学女子駅伝 1区 優勝
- 1994年09月10日 全日本インターカレッジ 10,000m 33:41:11（1位）
- 1994年12月04日 山陽女子ロード（ハーフマラソン） 1:12:13（1位、日本学生記録）
- 1995年03月26日 長野（信毎）ユニバーシアード選考会 2:36:35（1位）
- 1995年09月03日 ユニバーシアード福岡大会日本代表 DNF
- 1996年11月24日 つくばマラソン 10Km 33:04（1位）
- 1997年04月20日 ベルギーハーフマラソン選手権 1:12:56（1位）
- 1998年03月08日 名古屋国際女子マラソン 2:29:32（9位）
- 1999年04月04日 パリマラソン 2:28:52（3位）
- 1999年11月21日 東京国際女子マラソン 2:30:35（8位）
- 2000年04月16日 ロッテルダムマラソン 2:31:30（2位）
- 2000年11月19日 東京国際女子マラソン 2:28:51（7位）
- 2001年02月11日 勝田マラソン 2:33:57（1位）
- 2001年03月11日 名古屋国際女子マラソン 2:33:41（19位）